# Nicholas Colasanto
Nicholas Colasanto, född 19 januari 1924 i Providence, Rhode Island, död 12 februari 1985 i Studio City, Los Angeles, Kalifornien, var en amerikansk skådespelare. Han är mest känd för sin roll som Ernie 'Coach' Pantusso i TV-serien Skål.

## Filmografi (urval)
- 1980 – Tjuren från Bronx
- 1982–1985 – Skål (TV-serie)

## Fotnoter
1. 1 2  SNAC, SNAC Ark-ID: w6hg1b35, läs online, läst: 9 oktober 2017.[källa från Wikidata]
2. 1 2  Find a Grave, Find A Grave-ID: 2372, läs online, läst: 9 oktober 2017.[källa från Wikidata]
3. 1 2  filmportal.de, Filmportal-ID: bfa0bd1456634d2991f3718a3f639638, läst: 9 oktober 2017.[källa från Wikidata]
4. ↑  Find a Grave, Find A Grave-ID: 2372, läs online, läst: 15 april 2023.[källa från Wikidata]